# Герб Корсаковского городского округа
Герб муниципального образования городской округ «Корсаковский» Сахалинской области Российской Федерации.

## Описание и обоснование символики
В лазоревом (синем, голубом) поле золотой колокол, поверх которого три серебряных ключа, два из которых накрест бородками вверх, а третий поверх их двойной бородкой вниз; в кольца ключей вписаны: вверху серебряная звезда о восьми лучах, внизу справа ветвь ели, слева плывущая влево сообразно ключу рыба того же металла.
Изображение колокола в гербе муниципального образования «Корсаковский городской округ» имеет глубокое смысловое значение, поскольку колокол в геральдике означает сильное «духовное начало». «Прообразом» колокола на гербе стал колокол-памятник первым русским гидрографам Тихого океана.
Серебряные ключи с бородками, стилизованными под городскую золотую корону — являются символом городской власти. В кольцах ключей размещены стилизованные изображения розы ветров, рыбы и ветви ели Глена. Ель Глена занесена в Красную книгу и образует на территории Корсаковского городского округа единственный в России естественный ареал реликтовой породы ели Глена.
Лазурь — символ красоты, мягкости, величия.
Золото — символ богатства и справедливости.
Серебро — символ чистоты и невинности.
Автор: идея герба — Михаил Файзрахманов (Санкт-Петербург);
геральдическая доработка и правка для экспертизы — Константин Мочёнов (Химки);
обоснование символики для экспертизы — Галина Туник (Москва);
компьютерная обработка — Юрий Коржик (Воронеж).

## История герба
Герб Корсаковского района был утверждён 27 февраля 2002 года решением № 143 районного Собрания муниципального образования «Корсаковский район».
Документы, разработанные для утверждения герба, были отправлены для регистрации. В 2004 году Союза геральдистов России рекомендовал внести изменения в геральдическое описание герба и его символики.
29 января 2004 года Корсаковское районное собрание приняло решение № 226 «О Положении о гербе муниципального образования Корсаковского района» с учетом рекомендованных исправлений.

После повторной экспертизы герб был внесён в Государственный геральдический регистр Российской Федерации под № 1232.
На некоторых геральдических сайтах встречается изображение герба Корсаковского района с внешними украшениями, не подтверждённого официальным утверждением. Щит увенчан серебряной городской короной с тремя зубцами. За щитом два скрещённых золотых якоря, соединённых Александровской лентой.
В 2006 году Корсаковский район был преобразован в Муниципальное образование «Корсаковский городской округ».
В 2010 году Собрание «Корсаковский городской округ» приняло решение "О гербе муниципального образования «Корсаковский городской округ» Сахалинской области — сохранив геральдическое описание и символику герба для городского округа в ранее утверждённой редакции решением районного Собрания от 29 января 2004 года.
В советский период выпускались сувенирные значки с изображением гербовидной эмблемы (официально не утверждённых) города Корсакова на которых одним из элементов была роза ветров, которая впоследствии была включена в официальный герб Корсаковского городского округа.